# Källsjö, Falkenberg
För begrepp och sjöar med snarlika namn, se: Källsjön
Källsjö är kyrkbyn i Källsjö socken och en småort i nordöstra delen av Falkenbergs kommun. 
Källsjö med Källsjö kyrka ligger cirka 10 kilometer från Ullared. Byn omges av många sjöar och stora skogar. Mitt i byn ligger Källsjö mejeri, som tillverkar ost, ostkakor och mjölk. I närområdet finns även ett antal serviceföretag, gårdsbutiker och hantverksföretag. Det finns ett rikt föreningsliv.
Strax norr om orten ligger en av Hallands bäst bevarade och längsta hällkistor. Den 7,3 meter långa kistan är från stenåldern och ca 4 000 år gammal. Sydöst om orten ligger Trollgrottan, Hallands längsta grotta. Den är sammanlagt 38 meter lång.
Kvarnfallsringen fritidsboende består av 74 fastigheter som är uppdelade i fyra stugbyar. De uppfördes 1978-79.